# ノースウエスト・エアーリンク

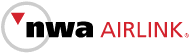
The 2003年-2010年まで使われていたノースウエストエアーリンクのロゴ

ノースウエスト・エアリンク(Northwest Airlink)はノースウエスト航空のために3つの地域航空会社が運航をしていた名前。ピナクル航空、メサバ航空、コンパス航空の3社が、この名前で運航をしていたが、現在はデルタ・コネクションと呼ばれている。

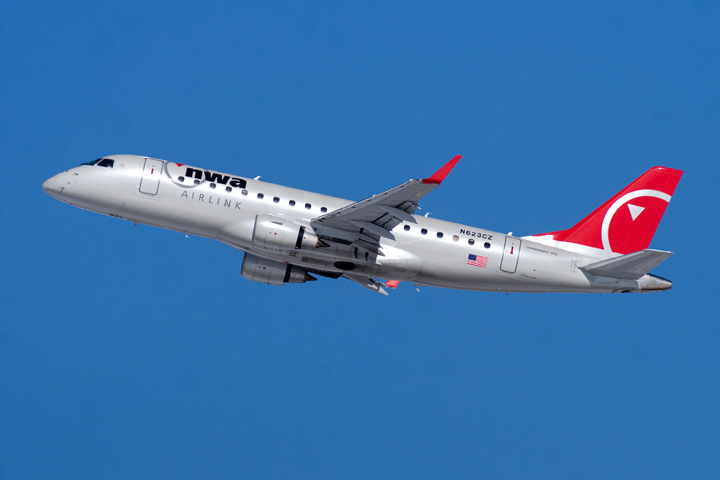
コンパス航空が運行するエンブラエルERJ170

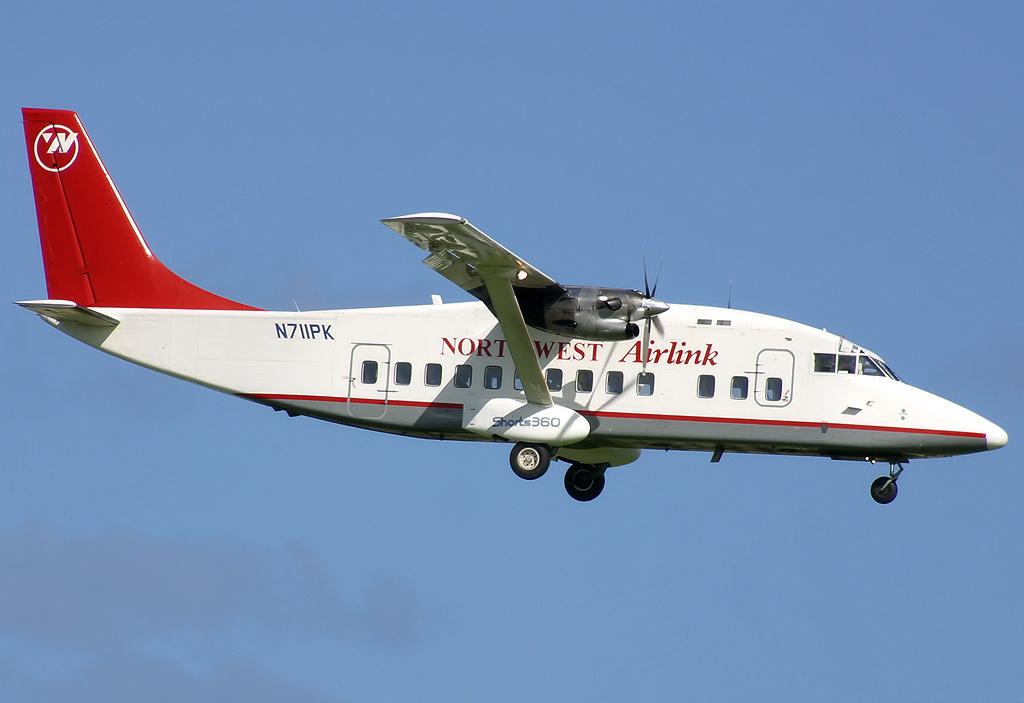
パシフィックアイランド航空が運行するショート360

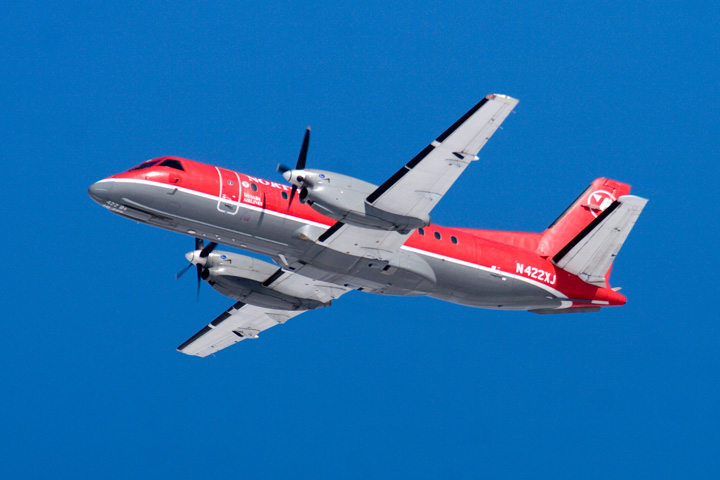
メサバ航空が運行するサーブ340

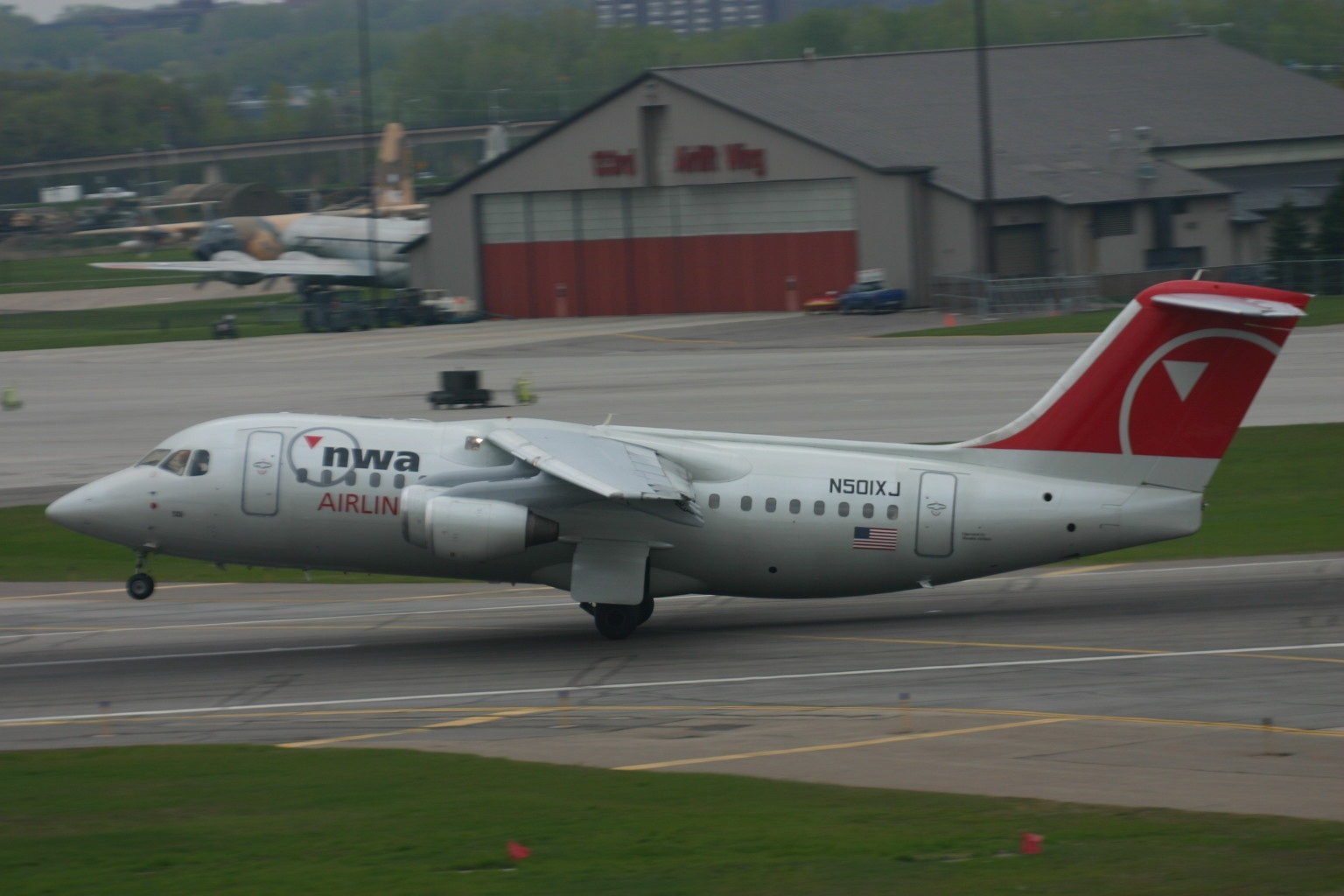
ノースウエストエアーリンクのBAe 146

## 参加航空会社
| 会社         | IATA コード | ICAO コード | コールサイン | 機材                                                    | 親会社             |
| ------------ | ----------- | ----------- | ------------ | ------------------------------------------------------- | ------------------ |
| コンパス航空 | CP          | CPZ         | Compass      | エンブラエル 170 エンブラエル 175LR                     | ノースウエスト航空 |
| メサバ航空   | XJ          | MES         | Mesaba       | ボンバルディアCRJ-200 ボンバルディア CRJ-900 サーブ 340 | ノースウエスト航空 |
| ピナクル航空 | 9E          | FLG         | Flagship     | ボンバルディアCRJ-200                                   | ピナクル航空       |

## 機材
ノースウエストエアリンクサービスは、34席仕様のサーブ 340Bと50席仕様のボンバルディア CRJ200をオールエコノミーで運行していた。メサバ航空とコンパス航空も、それぞれボンバルディアボンバルディア CRJ900とエンブラエル 175を2クラス構成でそれぞれ運行していた。
ノースウエストエアリンクは以前、69席仕様のアブロ RJ85を2クラス構成で運用していたが引退した。過去には、ブリティッシュ・エアロスペースBAe ジェットストリーム 31、CASA 212、ショート 360などの航空機が運行されていた。

## 事故
ノースウエスト・エアリンク2268便着陸失敗事故
デトロイト・メトロポリタン・ウェイン・カウンティ空港への着陸の際に機体がヨーイングしだし、右に回転しながらコンコースFの近くに墜落した。乗員乗客19名のうち9名が死亡。
ノースウエスト・エアリンク5719便墜落事故
ヒビングへの飛行中最低降下高度を下回り降下。木々に接触し、右翼が破損。右に回転しながら森に反転して墜落した。乗員乗客18人全員が死亡。
ピナクル航空3701便墜落事故
41,000ftを飛行中、エンジンが二基とも停止し、緊急着陸を試みたが、空港の手前に墜落した。乗員2名が死亡。